# Askari

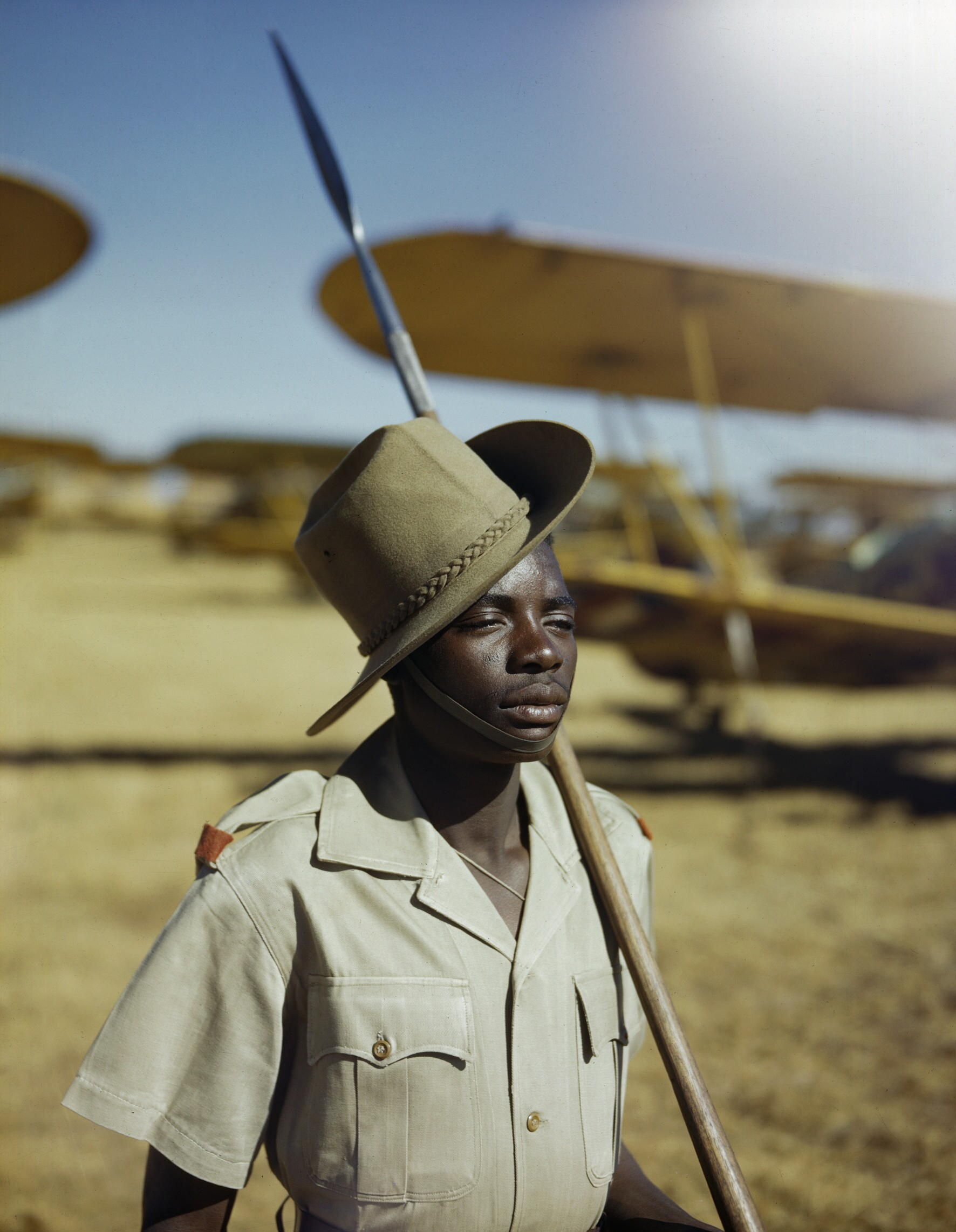
Um Askari portador de lança guarda uma escola de treinamento aéreo Aliada em Waterkloof, Pretória, África do Sul em 1943.

A palavra askari significa "soldado" nas línguas árabe, turca, somali, persa e swahili (em árabe: عسكري ‘askarī). Foi normalmente usada para descrever tropas indígenas da África Oriental e do Oriente Médio servindo nos exércitos das forças coloniais europeias. A designação, no entanto, pode também descrever polícias, gendarmarias e guardas de segurança.
Durante o período de domínio europeu na África Oriental, soldados "askari" recrutados localmente foram empregados em forças coloniais italianas, britânicas, portuguesas, alemãs e belgas. Tiveram um papel crucial na conquista inicial de várias posses coloniais e subsequentemente serviram como guarnições e forças de segurança interna. Durante ambas as Guerras Mundiais, unidades "askari" serviram além das fronteiras de suas colônias de origem.

## Império Alemão
O Exército Colonial (Schutztruppe) do Império Alemão empregou tropas nativas africanas com oficiais europeus e NCOs em suas colônias. A principal concentração de tais tropas localmente recrutadas foi na África Oriental Alemã (atual Tanzânia). Originalmente tirados de mercenários sudaneses, os askari alemães foram subsequentemente recrutados dos grupos tribais wahehe e angoni. Foram duramente disciplinados porém bem pagos (com salário duas vezes maior que de sua contraparte britânica no King's African Rifles) e treinados por grupos alemães sujeitados a um rigoroso processo de seleção. Antes de 1914, a unidade Schutztruppe básica na África Oriental era a feldkompanie, compreendendo sete ou oito oficiais alemães e NCOs com entre 150 e 200 askaris - incluindo dois destacamentos com metralhadoras. Tais pequenos comandos independentes eram frequentemente suplementados por irregulares tribais ou ruga-ruga.
Foram usados com sucesso na África Oriental Alemã onde 11 000 askaris e seus oficiais europeus comandados por Paul Emil von Lettow-Vorbeck conseguiram resistir as numericamente superiores forças coloniais britânicas, portuguesas e belgas até o final da Primeira Guerra Mundial em 1918.
Em 1952, décadas após o final da Primeira Guerra Mundial, o governo alemão admitiu pensões aos veteranos africanos sobreviventes que serviram no conflito. Quando uma delegação foi enviada a Tanzânia foi recebida por centenas de velhos homens com algum conhecimento da língua alemã mas quase nenhuma prova viável de serviço. Para distinguir os verdadeiros candidatos, a eles foram dadas vassouras para serem seguradas como rifles (espingardas) e instruídos a manejá-las. A vasta maioria não se esqueceu de seus treinamentos e então recebeu o direito à pensão.

## Império Italiano
O exército italiano também empregou tropas nativas na África Oriental Italiana. Essas forças abrangiam infantaria, cavalaria e alguma artilharia leve. Foram recrutados inicialmente eritreus e subsequentemente somalis, com oficiais Italianos e alguns NCOs. Os askaris italianos falharam na Primeira Guerra Ítalo-Etíope, Guerra Ítalo-Turca, Segunda Guerra Ítalo-Abissínia e Segunda Guerra Mundial (Campanha da África Oriental). Dentre um total de 256 000 tropas Italianas servindo na África Oriental Italiana em 1940, aproximadamente 182 000 foram recrutadas da Eritreia, Somália e da recentemente ocupada (1935-36) Etiópia. Em Janeiro de 1941, forças da Commonwealth invadiram a Etiópia e a maioria dos recém recrutados askaris etíopes servindo no Exército Italiano na África Oriental desertaram. A maioria dos askaris etíopes permaneceram leais até a rendição italiana quatro meses depois.

## Colônias Espanholas

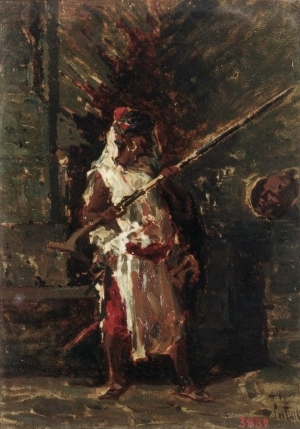
Askari, Mariano Fortuny, 1860

Como citado acima, "askari" era normalmente uma designação usada na África Oriental. Apesar disso, excepcionalmente o termo "askari" foi também usado pelo governo colonial espanhol no noroeste africano, em respeito não à suas tropas regulares marroquinas, mas a uma força gendarmaria localmente recrutada em Marrocos espanhol em 1913 e conhecida como a "Mehal-la Jalifianas". Essa era a equivalente das mais conhecidas goumiers empregadas em Marrocos Francês. Membros indígenas das Tropas Nômades ou polícia do deserto servindo no Saara Espanhol eram também conhecidos como "Askaris".

## Outros usos
- No apartheid da África do Sul, Askari era o termo dado às guerrilhas que eram capturadas pelo exército sul-africano e convertidas em espiões ou soldados para o regime apartheid.

- O termo Askari foi também relatado por ter sido usado como um apelido pelos soldados Alemães na Segunda Guerra Mundial se referindo a desertores Soviéticos e sobretudo Ucranianos que se voluntariaram para unidades SS.

- Askari também é uma montadora de carros inglesa.

- Askari pode também significar "portador de lança".